# Garden State Park Racetrack
Garden State Park Racetrack, var en hästkapplöpningsbana i Cherry Hill i New Jersey. Banan öppnades den 7 juli 1942 och stängdes den 3 maj 2001. Banan började rivas 2003, och på platsen finns nu ett centrum bestående av butiker, restauranger, lägenheter, radhus och bostadsrätter.

## Historia

### Grundande och tidiga år
Garden State Park öppnade den 7 juli 1942 efter materialförseningar, då USA gått med i andra världskriget. På grund av att krigsmyndigheterna beslagtagit 30 000 ton konstruktionsstål konstruerade utvecklaren Eugene Mori större delen av Garden State Parks utsmyckningar i georgisk stil av trä.

### Större lopp
Under sina glansdagar var banan värd för det nyinstiftade galopplöpet Jersey Derby. Även Garden State Stakes och Gardenia Stakes arrangerades på banan, och även Garden State Futurity, där bland annat Whirlaway, Citation och Secretariat möttes 1972.
Trav- och passgångsbanan hade en banlängd på 1 mile (1 609 m), och 1988 arrangerades travloppet March of Dimes Trot på banan, till förmån för välgörenhetsstiftelsen March of Dimes. Tanken med loppet var en duell mellan den amerikanska världsrekordhållaren Mack Lobell, som just sålts till Sverige och den berömda franska travaren Ourasi. Båda hästarna hade tävlat i Europa men aldrig mötts. Loppet, som senare kom att kallas för Århundradets lopp vanns av amerikanskfödda Sugarcane Hanover, före franske Ourasi och amerikanskfödda Mack Lobell.

### Stängning
Efter flera år med förlust besutades det att Garden State Park skulle stängas 2001, bland annat efter att New Jerseys guvernör Christine Todd Whitman sagt nej till att tillåta spelautomater på travbanor i delstaten.